# Lycosa muntea
Lycosa muntea là một loài nhện trong họ Lycosidae.
Loài này thuộc chi Lycosa. Lycosa muntea được Carl Friedrich Roewer miêu tả năm 1960.